# PICAXE

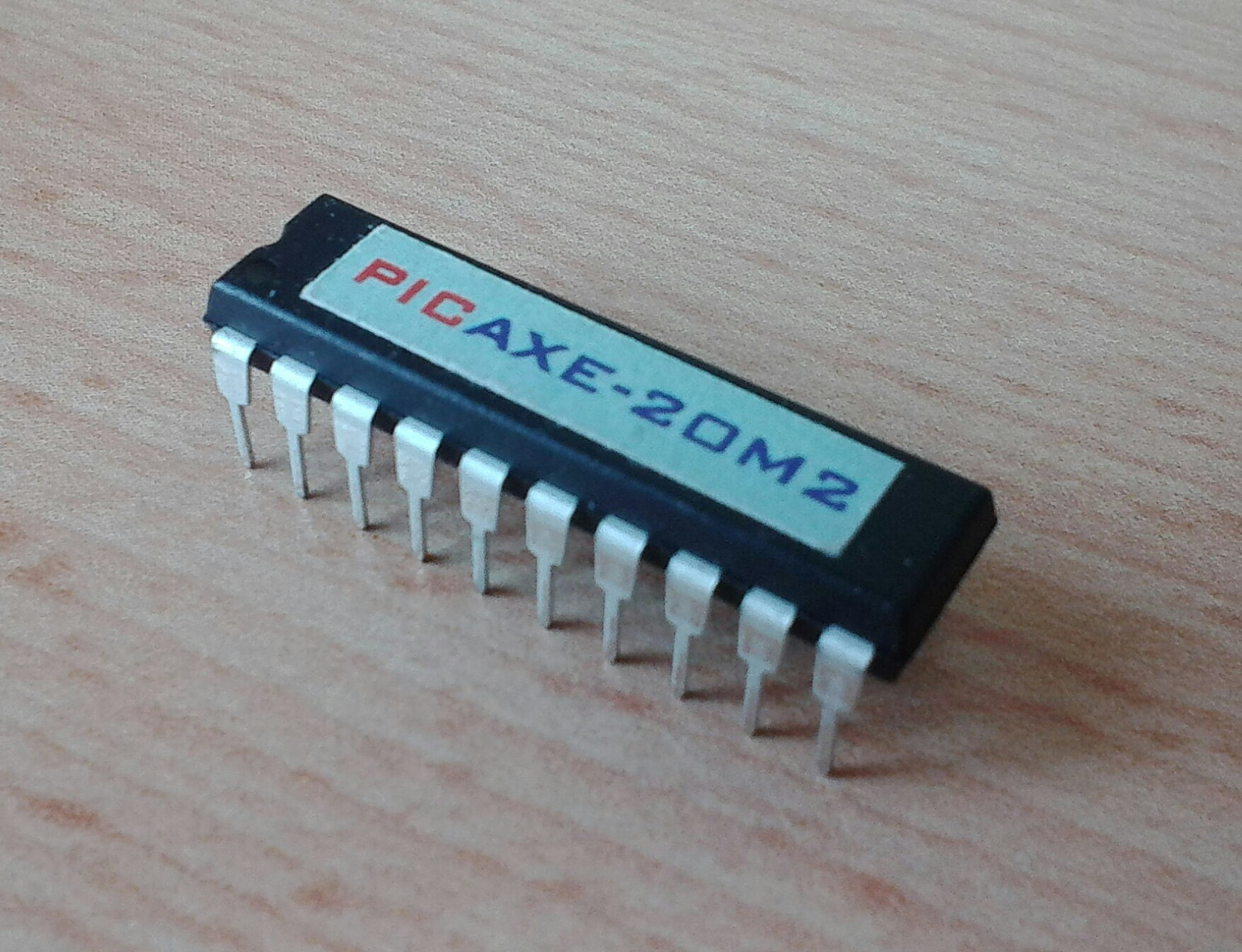
PICAXE 20M2

Il PICAXE è un microcontrollore economico (basato sulla nota famiglia PIC), che può essere programmato senza l'ausilio di software costosi o programmatori esterni.
Il linguaggio sfruttato dal PICAXE è il BASIC, il cui tempo di apprendimento è di gran lunga inferiore rispetto a linguaggi come C o Assembly.
Per iniziare ad utilizzare un microcontrollore PICAXE sono sufficienti una scheda PICAXE ed un cavo di programmazione seriale.
Per quanto riguarda il software è possibile installare l'ambiente di sviluppo ufficiale (il PICAXE Programming Editor) disponibile gratuitamente sul sito ufficiale della casa produttrice.
Attualmente la piattaforma Windows è supportata al 100%, mentre per Mac OS e Linux è disponibile un compilatore ridotto.
L'IDE include numerosi wizard che consentono di facilitare vari aspetti dello sviluppo, ad esempio:
- Tune Wizard - Controllo di altoparlanti sul PICAXE 08M
- Serial LCD CGRAM wizard - Creazione di caratteri per display LCD
- Datalogger wizard - Genera programmi di datalogging per PICAXE
- PICAXE connect wizard - Permette di interfacciare un PICAXE con un modulo XBee
- PICAXE net server wizard - Permette di configurare prodotti PICAXE.net

PICAXE è un marchio registrato della Microchip Technology Inc.
I prodotti PICAXE sono distribuiti dalla Revolution Education Ltd.
Revolution Education non è in alcun modo legata a Microchip Technology Inc.